# 炒栗子

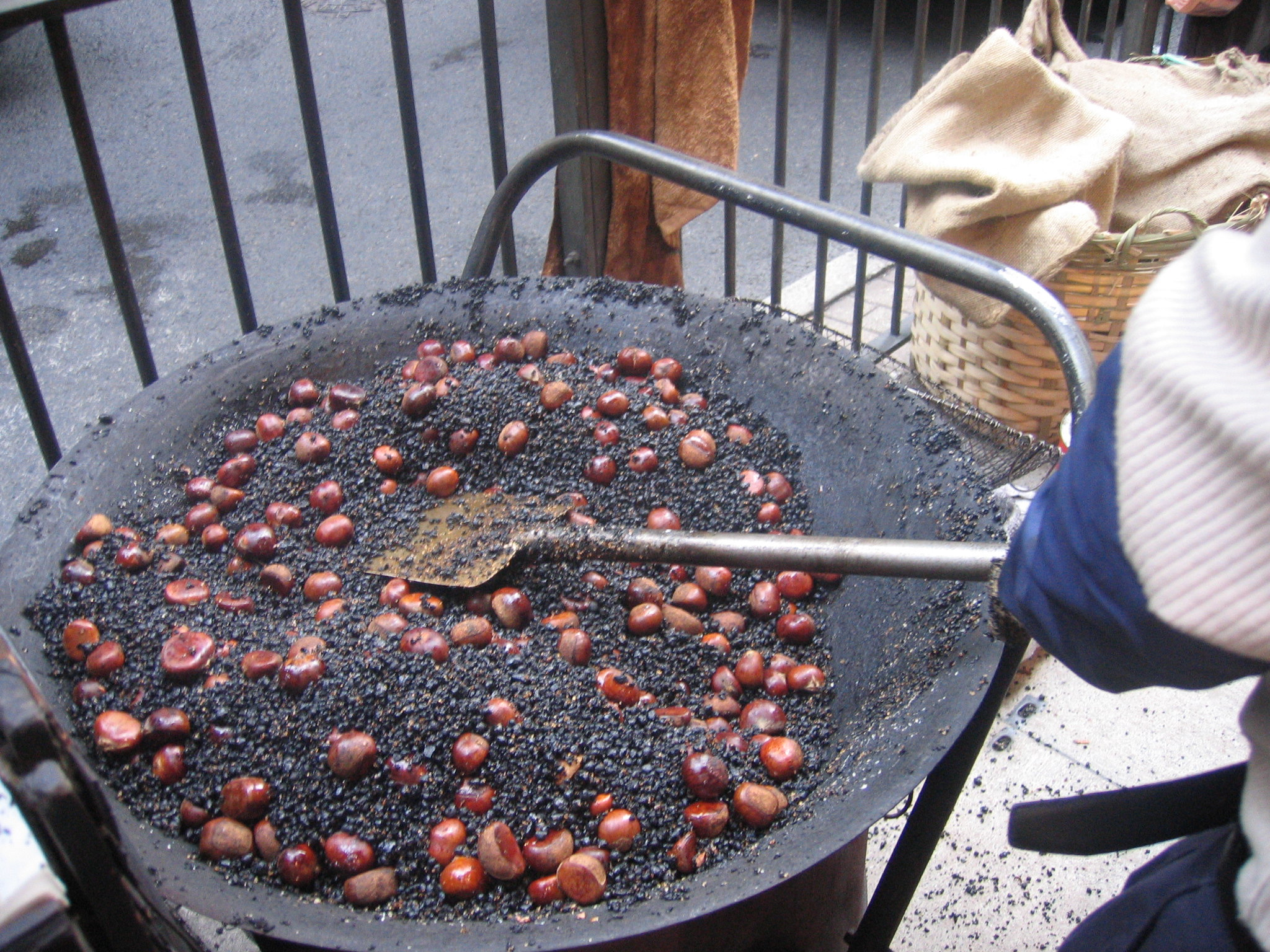
手工炒栗子

炒栗子即糖炒栗子，古稱「灌糖香」，「黑佳栗」。是分布于世界各地的传统小食，在现代中國亦有「糖黑寶」等叫法。使用砂糖來炒熟栗子。

## 歷史

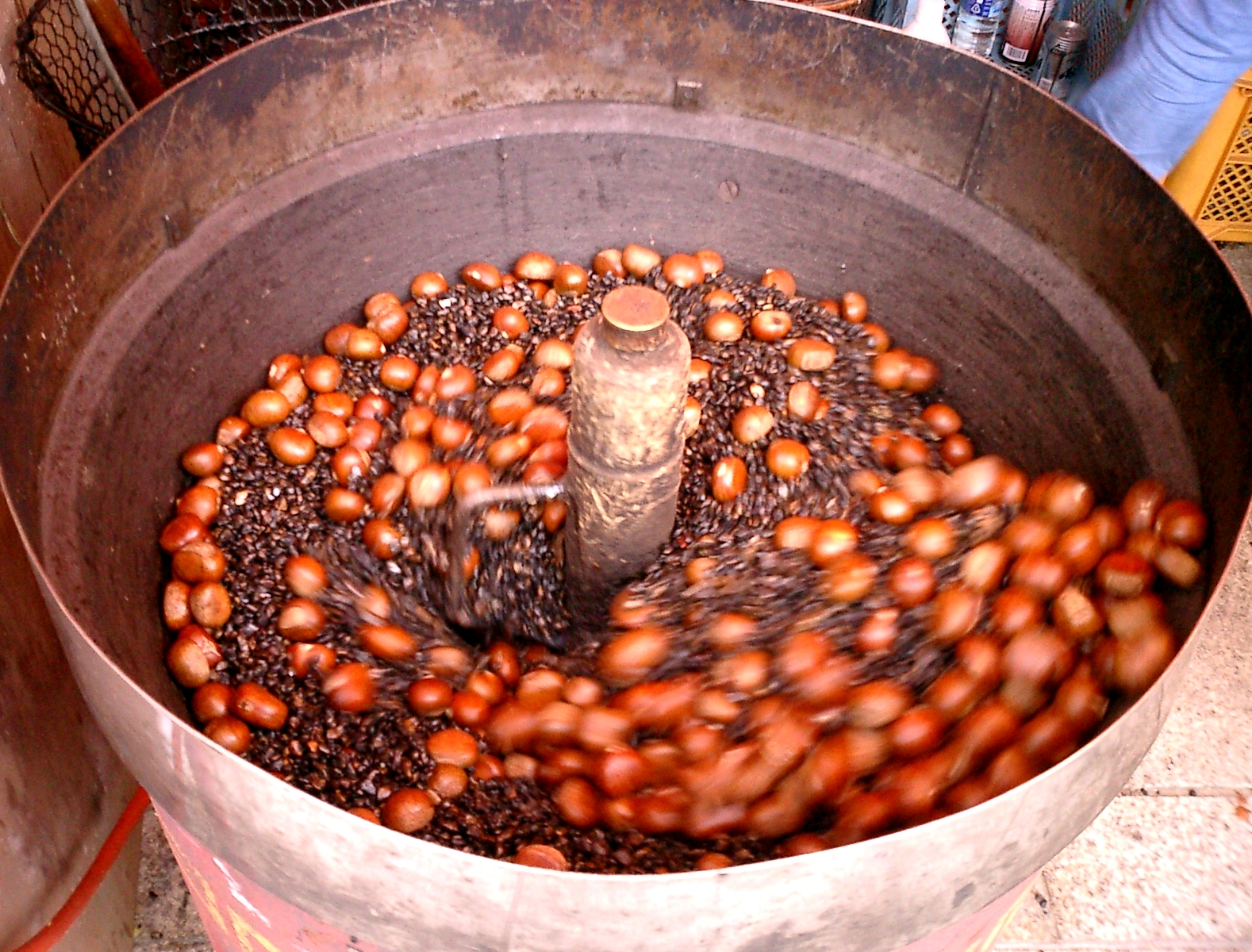
機器炒栗子

炒栗子被古人稱為「灌糖香」，有詩云：「堆盤栗子炒深黃，客到長談索酒嘗，寒火三更燈半灺，門前高喊『灌糖香』」。據《遼史》記載，早於遼代王室（公元916年至1125年）便有專門的栗園和專人烹製糖炒栗子。

## 製法
將大黑栗子與黑沙上下翻炒，栗子在黑沙堆中翻滾，然後撒上砂糖。栗子炒至五成熟，就以鐵篩撈起，篩走黑沙即成，因此亦有別名「黑佳栗」。現在有些店家則會用專門的機器炒栗子。

## 良鄉

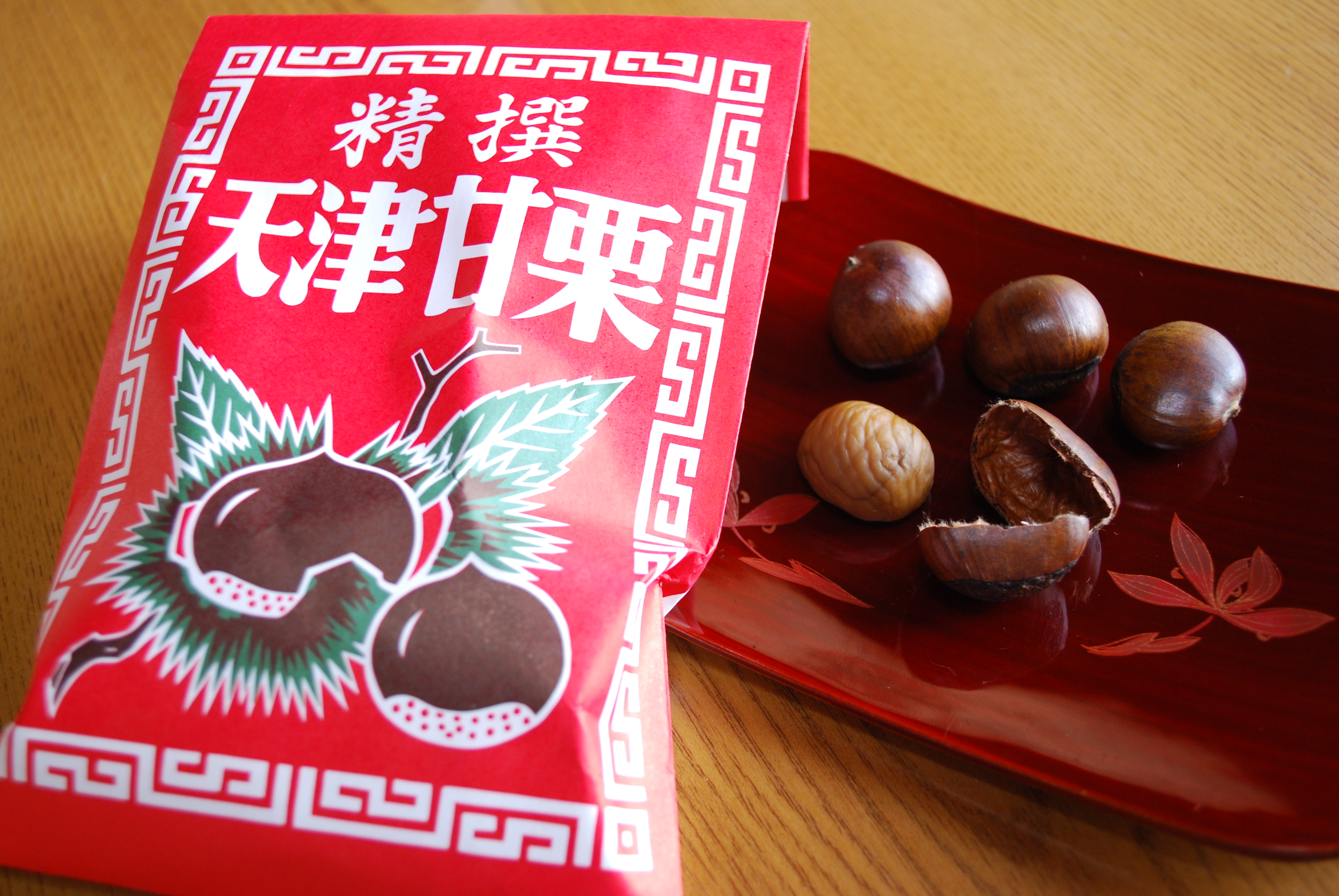
日本的天津甘栗

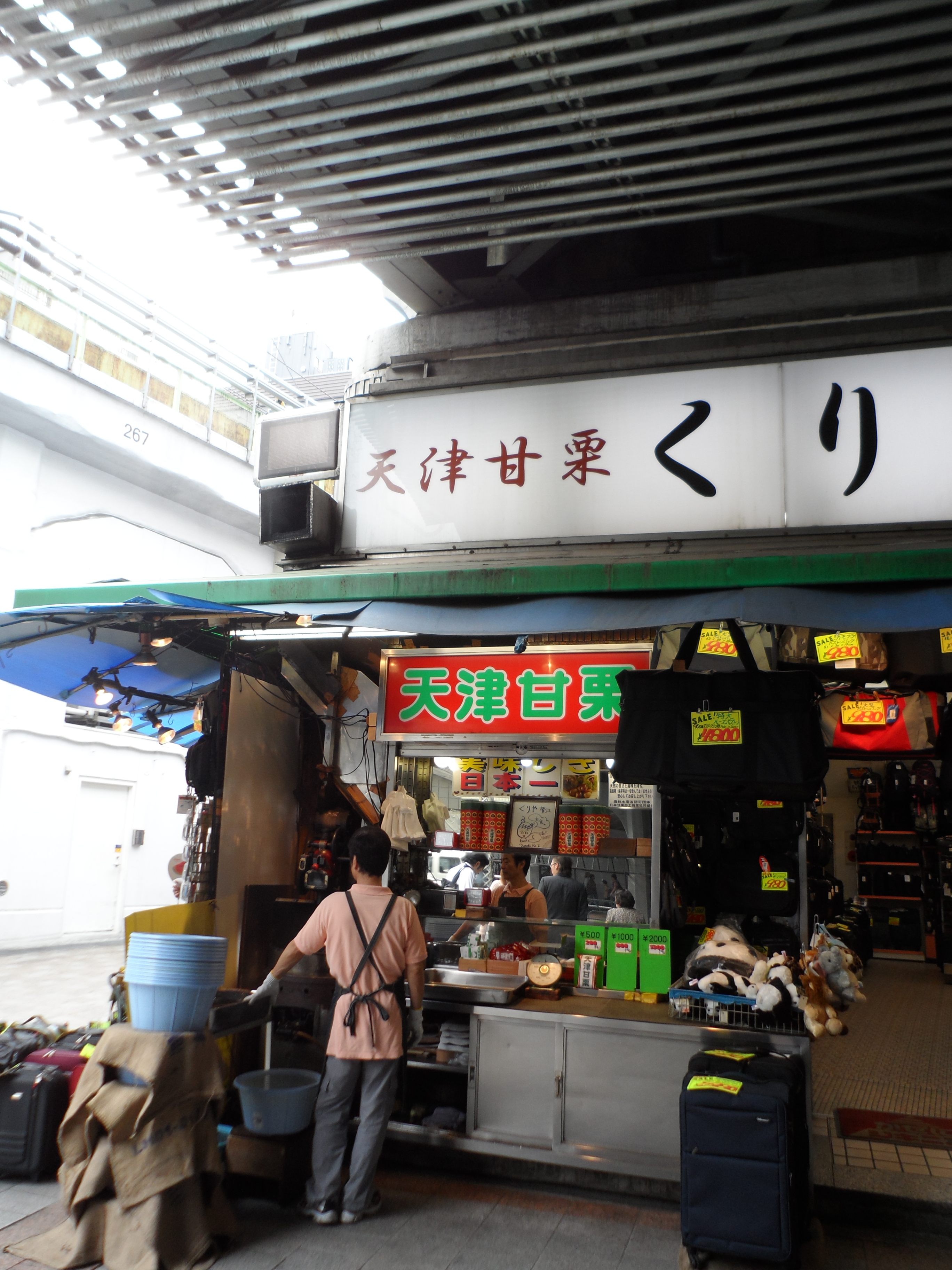
东京上野地铁站旁的天津甘栗小摊

糖炒栗子都提到良鄉這個地方，其實良鄉並不是栗子產地，而是以炒栗子出名，是河北的遷西、遵化，天津的蓟县等地的中國北方板栗集散地，各地的採購商會聚集到當地收購栗子，后从天津出口。傳到日本後，日本也把炒栗子稱為天津甘栗。